# Tiwaripotamon
Tiwaripotamon là một chi cua nước ngọt trong họ Cua núi được ghi nhận ở Trung Quốc và Việt Nam

## Các loài
- Tiwaripotamon annamense (Balss, 1914)
- Tiwaripotamon araneum (Rathbun, 1904)
- Tiwaripotamon austenianum (Wood-Mason, 1871)
- Tiwaripotamon edostilus Ng & Yeo, 2001
- Tiwaripotamon pingguoense Dai & Naiyanetr, 1994
- Tiwaripotamon vietnamicum (Dang & Hô, 2002)
- Tiwaripotamon vixuyenense Shih & Do, 2014
- Tiwaripotamon xiurenense Dai & Naiyanetr, 1994